# 隼村
隼村（はやぶさそん）は、かつて鳥取県八頭郡にあった村。

## 歴史
- 1889年（明治22年）10月1日 - 町村制施行により、八東郡上野村、郡家村、福井村、見槻中村、西谷村、見槻村、志子部村の区域を持って発足。
- 1896年（明治29年）所属郡が八頭郡に変更。
- 1952年（昭和27年）11月3日 - 船岡町、大伊村と合併し、改めて船岡町が発足。同日隼村廃止。

## 地域

### 教育
- 隼村立隼小学校

### 交通
- 隼駅
- 国道482号